# Pete Docter
Peter Hans "Pete" Docter (sinh ngày 9 tháng 10 năm 1968) là một đạo diễn, họa sĩ hoạt hình, biên kịch, nhà sản xuất và diễn viên lồng tiếng người Mỹ. Ông nổi tiếng với vai trò đạo diễn các bộ phim Monster, Inc. (2001), Up - Vút bay (2009), Inside Out (2015) và là một thành viên chủ chốt tại hãng phim hoạt hình Pixar. Docter từng nhận được 6 đề cử Oscars (với một chiến thắng trong hạng mục Phim hoạt hình hay nhất dành cho Up), 3 đề cử giải Annie (thắng 2 giải) và 1 giải BAFTA cho Phim hoạt hình hay nhất với Up. Ông tự miêu tả bản thân mình là "một đứa trẻ lập dị đam mê hoạt hình đến từ Minnesota."

## Tiểu sử
Pete Docter sinh ra tại Bloomington, Minnesota, Hoa Kỳ, lớn lên với xu hướng hướng nội và cô lập với xã hội, thích làm việc một mình và phải tự nhắc nhở mình về việc kết nối với người khác. Docter thường chơi tại con lạch nhỏ sau nhà, giả vờ là Indiana Jones và diễn lại các cảnh trong phim. Một người bạn cùng lớp ở trường phổ thông đã miêu tả ông "một cậu bé cao lớn nhưng vụng về, có thể bị rơi vào tầm ngắm của những kẻ chuyên đi bắt nạt ở trường do giọng nói thô cứng ở tuổi dậy thì.

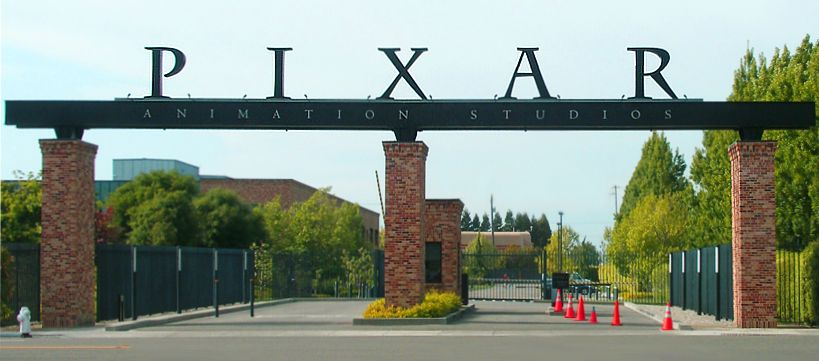
Cổng chính của Pixar

Cả bố và mẹ của Docter đều làm việc trong ngành giáo dục: mẹ ông, Rita, dạy âm nhạc và cha ông, Dave, chỉ đạo đội hợp xướng tại Normandale Community College. Ông học tại trường tiểu học Nine Mile, trường cấp 2 Oak Grove và trường cấp 3 John F. Kennedy tại Bloomington. Không giống như hai người chị, Kirsten Docter, nghệ sĩ violon tại Cavani String Quartet và Kari Docter, nghệ sĩ cello tại Metropolitan Opera, Docter không thực sự hứng thú với âm nhạc. Mặc dù vậy, ông được ghi nhận đã chơi một số đoạn nhạc nền của Michael Giacchino trong các đoạn phim đi kèm trong đĩa Blu-ray của phim Up. Ông tự học hoạt hình, tự làm flip book và các đoạn hoạt hình ngắn bằng một máy quay phim gia đình. Ông mô tả hứng thú của mình cho hoạt hình giống như một cách để "đóng vai Chúa", gần như tạo ra được các nhân vật sống. Đạo diễn hoạt hình Chuck Jones, Walt Disney và họa sĩ hoạt hình Jack Davis là những nguồn cảm hứng chính.
Pete Docter học đồng thời hai ngành triết học và nghệ thuật tại đại học Minnesota trong thời gian một năm trước khi chuyển đến California Institute of the Arts, nơi ông giành giải Student Academy Award cho bộ phim ngắn Next Door và tốt nghiệp năm 1990. Mặc dù Docter dự định sẽ làm việc cho công ty Walt Disney, những lời đề nghị làm việc hấp dẫn nhất lại đến từ Pixar và nhà sản xuất của The Simpsons. Docter không suy nghĩ nhiều về Pixar vào thời điểm đó, và sau này ông đã đánh giá lựa chọn công việc của mình là một lựa chọn kỳ lạ và bất thường.

## Sự nghiệp

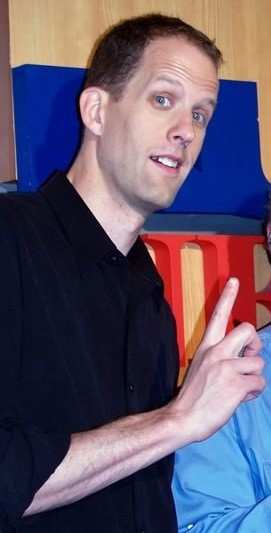
Pete Docter năm 2009 khi quảng bá cho phim Up (Vút bay).

Trước khi gia nhập Pixar, Docter từng tạo ba bộ phim hoạt hình không sử dụng công nghệ máy tính là Next Door, Palm Springs và Winter. Ông là một fan của các sản phẩm phim ngắn thời kỳ đầu của công ty nhưng lại không biết một chút gì về họ. Docter trả lời trong một cuộc phỏng vấn năm 2009: "Khi nhìn lại, tôi kiểu như là, Mình đã nghĩ gì vào thời điểm đó?"
Docter gia nhập Pixar vào năm 21 tuổi, bắt đầu làm việc một ngày sau khi tốt nghiệp đại học, là nhân viên thứ 10 được thuê, và là nghệ sĩ hoạt hình thứ ba tại công ty. Ông gặp Steve Jobs lần đầu khi Jobs đến để sa thải một số nhân viên cũ. Docter ngay lập tức cảm thấy như tại nhà với bầu không khí gắn bó thân thiết tại công ty. Ông nói: "Khi lớn lên...rất nhiều người trong số chúng tôi cảm thấy mình là người duy nhất trên thế giới có một sự đam mê kỳ quặc với hoạt hình. Đến với Pixar bạn cảm thấy như, "Oh! Ở đây cũng có những người như vậy!"".
Ban đầu, Docter được thuê làm những công việc hạn chế, nhưng John Lasseter nhanh chóng giao cho ông những vai trò lớn hơn trong viết kịch bản, hoạt hình, thu âm và hòa âm dàn nhạc. Ông là một trong 3 biên kịch chính đằng sau ý tưởng của Toy Story, và phần nào xây dựng nhân vật Buzz Lightyear dựa trên chính mình. Ông có một tấm gương trên bàn của mình và tạo ra các khuôn mặt với nó khi tạo hình cho nhân vật.
Niềm say mê trong việc phát triển nhân vật của Docter chịu ảnh hưởng khi xem bộ phim Paper Moon, ông đã nói điều này với phóng viên Robert K. Elder trong một cuộc phỏng vấn cho cuốn sách The Film That Changed My Life.
Tôi hứng thú hơn với các bộ phim được định hướng bởi sự phát triển nhân vật và Paper Moon đã mang lại điều đó cho tôi theo cái cách mà tôi chưa từng thấy trong các bộ phim khác, thực sự tập trung vào toàn bộ câu chuyện về các nhân vật. Nó đậm chất sân khấu theo cách tương tự như khi bạn xem một chương trình biểu diễn. Nó cần nói về các nhân vật, song cũng đậm chất điện ảnh, một bộ phim không thể được tạo nên bởi bất kỳ một cách nào khác. Bộ phim đó thực sự đã gây ấn tượng mạnh với tôi.
Docter là một phần không thể thiếu trong hầu hết các sản phẩm gây ảnh hưởng lớn về sau này của Pixar, bao gồm Toy Story, Toy Story 2, A Bug's Life và Monsters, Inc., tất cả các bộ phim đều nhận được nhiều sự khen ngợi và giải thưởng. Ông đóng góp vào các bộ phim này với vai trò đồng tác giả kịch bản, và làm việc với những người ủng hộ việc sử dụng công nghệ CGI trong hoạt hình như John Lasseter, Ronnie Del Carmen, Bob Peterson, Andrew Stanton, Brad Bird, và Joe Ranft. Docter nhắc đến các đồng nghiệp của mình như một nhóm "những chú ngựa hoang dã".
Năm 2004, ông được John Lasseter đề nghị đạo diễn phiên bản tiếng Anh của Howl's Moving Castle. Docter đạo diễn bộ phim đầu tiên Monsters, Inc., ra mắt ngay sau khi người con đầu tiên của ông, Nick, chào đời. Docter nói về chuyển biến bất ngờ từ một người toàn tâm toàn ý với sự nghiệp trở thành cha mẹ khiến cho ông bị đảo lộn và tạo ra cảm hứng cho cốt truyện. Docter sau đó đạo diễn bộ phim Up, ra mắt vào này 29 tháng 5 năm 2009. Ông xây dựng nhân vật chính trong Up một phần dựa trên chính bản thân mình, dựa trên cảm giác khó xử thường trực trong quan hệ xã hội và sự khao khát được xa lánh khỏi đám đông để ngắm nhìn mọi thứ của ông.
Docter xuất hiện tại Comic-Con 2008 và WonderCon 2009.
Tháng 5 năm 2009, Docter nhấn mạnh với Christianity Today rằng ông đang được sống một cuộc sống đầy may mắn. The A. V. Club miêu tả ông "có được sự đón nhận rộng rãi từ hầu hết mọi người". Docter từng nhận được 6 đề cử Oscars (với một chiến thắng trong hạng mục Phim hoạt hình hay nhất dành cho Up), 3 đề cử giải Annie (thắng 2 giải) và 1 giải BAFTA cho Phim hoạt hình hay nhất với Up. Trong phần phát biểu tại lễ trao giải Oscar, ông nói: "Tôi chưa từng mơ tưởng được rằng việc làm flip book từ cuốn sách toán lớp 3 có thể dẫn đến giải thưởng này."

## Cuộc sống cá nhân
Pete Docter kết hôn với Amanda Docter và có hai người con, Nicholas and Elie. Elie là người lồng tiếng cho nhân vật Ellie lúc còn bé trong Up.
Docter là một fan của anime, đặc biệt với các bộ phim của Hayao Miyazaki. Docter nói rằng phim của Miyazaki có "những khoảnh khắc đẹp đẽ bé nhỏ của chân lý mà bạn chợt nhận ra và đáp lại". Ông cũng là fan của những tác phẩm được làm bởi những đối thủ của mình tại DreamWorks. Ông nói: "Tôi nghĩ rằng môi trường sẽ trở nên lành mạnh hơn khi có được sự đa dạng". Docter là một tín đồ Thiên chúa giáo. Cho dù ông thường kết hợp các đạo lý của mình vào công việc, Docter nói rằng ông không dự định sẽ làm một bộ phim với thông điệp về tôn giáo.
Về mối quan hệ giữa đức tin và việc làm phim, Docter nói: 
Tôi không nghĩ rằng con người dưới bất kỳ góc độ nào lại thích bị dạy bảo. Khi mọi người đi xem một bộ phim, họ muốn được thấy một trải nghiệm nào đó của chính họ trên màn ảnh. Họ không đến để được dạy dỗ. Vậy nên theo nghĩa đó, dưới góc độ của bất kỳ đức tin nào, tôi không muốn cảm thấy như thể mình đang thuyết giáo hay đưa ra một chương trình nghị sự 

## Danh sách phim
- Toy Story (1995) - Cốt truyện / Đứng đầu bộ phận hoạt hình
- Geri's Game (1997) - Họa sĩ hoạt hình
- A Bug's Life (1998) - Họa sĩ Storyboard bổ sung
- Toy Story 2 (1999) - Cốt truyện
- Monsters, Inc. (2001) - Đạo diễn / Cốt truyện
- Mike's New Car (2002) - Đạo diễn / Cốt truyện
- Boundin' (2003) - Cảm ơn đặc biệt
- Howl's Moving Castle (2004) - Đạo diễn phiên bản lồng tiếng Anh / Giám đốc sản xuất (Sản phẩm tại Hoa Kỳ)
- WALL-E (2008) - Cốt truyện
- Partly Cloudy (2009) - Cảm ơn đặc biệt
- Vút bay (2009) - Đạo diễn, Cốt truyện, Biên kịch, Lồng tiếng cho Kevin và Campmaster Strauch
- Dug's Special Mission (2009) - Giám đốc sản xuất
- Monsters University (2013) - Giám đốc sản xuất, Biên kịch
- Inside Out (2015) - Đạo diễn / Cốt truyện[17][18]
- Riley's First Date? (2015) – Giám đốc sản xuất / Lồng tiếng nhân vật bố của Riley

## Phê bình phim
Phản hồi của giới chuyên môn và khán giả với các phim được đạo diễn bởi Pete Docter tính đến 17 tháng 12 năm 2015.
| Phim           | Rotten Tomatoes    | Metacritic       | CinemaScore | Kinh phí     | Doanh thu      |
| -------------- | ------------------ | ---------------- | ----------- | ------------ | -------------- |
| Monsters, Inc. | 96% (192 nhận xét) | 78 (34 nhận xét) | A+          | 115 triệu đô | 528.8 triệu đô |
| Up             | 98% (281 nhận xét) | 88 (37 nhận xét) | A+          | 175 triệu đô | 731.3 triệu đô |
| Inside Out     | 98% (301 nhận xét) | 94 (48 nhận xét) | A           | 175 triệu đô | 851.6 triệu đô |
| Trung bình     | 97%                | 87               | A           | 155 triệu đô | 703.9 triệu đô |

## Giải thưởng và đề cử

### Academy Awards
| Năm  | Đề cử / Tác phẩm | Giải thưởng                       | Kết quả   | Ref.   |
| ---- | ---------------- | --------------------------------- | --------- | ------ |
| 1995 | Toy Story        | Kịch bản gốc xuất sắc nhất        | Đề cử     | [ 23 ] |
| 2001 | Monsters, Inc.   | Phim hoạt hình xuất sắc nhất      | Đề cử     | [ 24 ] |
| 2002 | Mike's New Car   | Phim hoạt hình ngắn xuất sắc nhất | Đề cử     | [ 25 ] |
| 2008 | WALL-E           | Kịch bản gốc xuất sắc nhất        | Đề cử     | [ 26 ] |
| 2009 | Up               | Kịch bản gốc xuất sắc nhất        | Đề cử     | [ 27 ] |
| 2009 | Up               | Phim hoạt hình xuất sắc nhất      | Đoạt giải | [ 27 ] |
| 2015 | Inside Out       | Phim hoạt hình xuất sắc nhất      | Đoạt giải | [ 28 ] |
| 2015 | Inside Out       | Kịch bản gốc xuất sắc nhất        | Đề cử     | [ 28 ] |